# Garpenbergs församling
Garpenbergs församling var en församling i Västerås stift och Hedemora kommun. Församlingen uppgick 2010 i Hedemora-Garpenbergs församling.

## Administrativ historik
Garpenbergs församling bildades senast 1579 genom en utbrytning ur Hedemora församling. Församlingen har därefter till 1998 utgjort ett eget pastorat för att därefter bilda pastorat med Hedemora församling. Församlingen uppgick 2010 i Hedemora-Garpenbergs församling.

## Kyrkor
- Garpenbergs kyrka
- Garpenbergs gruvkapell